# Final del Grand Prix de patinaje artístico sobre hielo 2011-2012
La final del Grand Prix de patinaje artístico sobre hielo de la temporada 2011-2012 fue una competición internacional, con la que culminaron las series del Grand Prix de las categorías sénior y júnior.
Tuvo lugar en la ciudad de Quebec, Canadá del 8 al 11 de diciembre de 2011. Se otorgaron medallas en las disciplinas de patinaje individual masculino, femenino, de parejas y danza sobre hielo, en las categorías sénior (veteranos) y júnior (juveniles).

## Resumen
En la categoría sénior, Patrick Chan obtuvo la medalla de oro en patinaje individual masculino ganando el programa corto y el libre. Javier Fernández fue el primer patinador español en clasificarse para la Final y conseguir una medalla. En patinaje femenino, Carolina Kostner ganó ambos programas y fue la primera patinadora italiana en conseguir la medalla de oro del Grand Prix en patinaje individual. En patinaje en parejas,  Aliona Savchenko y Robin Szolkowy se impusieron a Tatiana Volosozhar y Maksim Trankov por solo 0,18 puntos. En danza sobre hielo, Meryl Davis y Charlie White ganaron por tercera vez consecutiva. Los segundos clasificados, Tessa Virtue y Scott Moir ganaron la danza libre por 5 centésimas de punto, aunque este resultado no se anunció hasta días más tarde debido a un error de cómputo en la competición.

## Resultados en categoría sénior

### Patinaje individual masculino
| Clasificación | Nombre            | País            | Puntuación | Programa corto | Programa corto | Programa libre | Programa libre |
| ------------- | ----------------- | --------------- | ---------- | -------------- | -------------- | -------------- | -------------- |
| 1             | Patrick Chan      | Canadá          | 260,30     | 1              | 86,63          | 1              | 173,67         |
| 2             | Daisuke Takahashi | Japón           | 249,12     | 5              | 76,49          | 2              | 172,63         |
| 3             | Javier Fernández  | España          | 247,55     | 3              | 81,26          | 4              | 166,29         |
| 4             | Yuzuru Hanyu      | Japón           | 245,82     | 4              | 79,33          | 3              | 166,49         |
| 5             | Jeremy Abbott     | Estados Unidos  | 238,82     | 2              | 82,66          | 5              | 156,16         |
| 6             | Michal Březina    | República Checa | 218,98     | 6              | 75,26          | 6              | 143,72         |

### Patinaje individual femenino
| Clasificación | Nombre                  | País           | Puntuación | Programa corto | Programa corto | Programa libre | Programa libre |
| ------------- | ----------------------- | -------------- | ---------- | -------------- | -------------- | -------------- | -------------- |
| 1             | Carolina Kostner        | Italia         | 187,48     | 1              | 66,43          | 1              | 121,05         |
| 2             | Akiko Suzuki            | Japón          | 179,76     | 2              | 61,30          | 3              | 118,46         |
| 3             | Aliona Leonova          | Rusia          | 176,42     | 3              | 60,46          | 4              | 115,96         |
| 4             | Yelizaveta Tuktamysheva | Rusia          | 174,51     | 5              | 54,99          | 2              | 119,52         |
| 5             | Alissa Czisny           | Estados Unidos | 156,97     | 4              | 60,30          | 5              | 96,67          |
| Abandonó      | Mao Asada               | Japón          |            |                |                |                |                |

### Patinaje en parejas
| Clasificación | Nombre                              | País     | Puntuación | Programa corto | Programa corto | Programa libre | Programa libre |
| ------------- | ----------------------------------- | -------- | ---------- | -------------- | -------------- | -------------- | -------------- |
| 1             | Aliona Savchenko / Robin Szolkowy   | Alemania | 212,26     | 2              | 69,82          | 1              | 142,44         |
| 2             | Tatiana Volosozhar / Maksim Trankov | Rusia    | 212,08     | 1              | 71,57          | 2              | 140,51         |
| 3             | Yuko Kavaguti / Aleksandr Smirnov   | Rusia    | 187,77     | 4              | 61,37          | 3              | 126,40         |
| 4             | Zhang Dan / Zhang Hao               | China    | 182,54     | 3              | 63,43          | 4              | 119,11         |
| 5             | Meagan Duhamel / Eric Radford       | Canadá   | 170,43     | 5              | 61,04          | 5              | 109,39         |
| 6             | Narumi Takahashi / Mervin Tran      | Japón    | 164,42     | 6              | 59,54          | 6              | 104,88         |

### Danza sobre hielo
| Clasificación | Nombre                               | País           | Puntuación | Danza corta | Danza corta | Danza libre | Danza libre |
| ------------- | ------------------------------------ | -------------- | ---------- | ----------- | ----------- | ----------- | ----------- |
| 1             | Meryl Davis / Charlie White          | Estados Unidos | 188,55     | 1           | 76,17       | 2           | 112,38      |
| 2             | Tessa Virtue / Scott Moir            | Canadá         | 183,44     | 2           | 71,01       | 1           | 112,43      |
| 3             | Nathalie Péchalat / Fabian Bourzat   | Francia        | 169,69     | 3           | 68,68       | 3           | 101,01      |
| 4             | Kaitlyn Weaver / Andrew Poje         | Canadá         | 166,07     | 4           | 66,24       | 4           | 99,83       |
| 5             | Maia Shibutani / Alex Shibutani      | Estados Unidos | 160,55     | 5           | 65,53       | 5           | 95,02       |
| 6             | Yekaterina Bobrova / Dmitri Soloviov | Rusia          | 157,30     | 6           | 64,05       | 6           | 93,25       |

## Resultados en categoría júnior

### Patinaje individual masculino
| Clasificación | Nombre        | País           | Puntuación | Programa corto | Programa corto | Programa libre | Programa libre |
| ------------- | ------------- | -------------- | ---------- | -------------- | -------------- | -------------- | -------------- |
| 1             | Jason Brown   | Estados Unidos | 208,41     | 2              | 68,77          | 2              | 139,64         |
| 2             | Yan Han       | China          | 205,93     | 3              | 64,23          | 1              | 141,70         |
| 3             | Joshua Farris | Estados Unidos | 203,98     | 1              | 72,99          | 3              | 130,99         |
| 4             | Maksim Kovtun | Rusia          | 193,76     | 4              | 63,68          | 4              | 130,08         |
| 5             | Ryuju Hino    | Japón          | 172,75     | 5              | 60,12          | 6              | 112,63         |
| 6             | Keiji Tanaka  | Japón          | 171,14     | 6              | 58,15          | 5              | 112,99         |

### Patinaje individual femenino
| Clasificación | Nombre               | País           | Puntuación | Programa corto | Programa corto | Programa libre | Programa libre |
| ------------- | -------------------- | -------------- | ---------- | -------------- | -------------- | -------------- | -------------- |
| 1             | Yúliya Lipnítskaya   | Rusia          | 179,73     | 1              | 59,98          | 1              | 119,75         |
| 2             | Polina Shelepen      | Rusia          | 162,34     | 2              | 54,99          | 2              | 107,35         |
| 3             | Polina Korobeynikova | Rusia          | 151,18     | 5              | 45,24          | 3              | 105,94         |
| 4             | Li Zijun             | China          | 146,53     | 6              | 43,10          | 4              | 103,43         |
| 5             | Vanessa Lam          | Estados Unidos | 145,62     | 3              | 54,34          | 5              | 91,28          |
| 6             | Risa Shoji           | Japón          | 134,35     | 4              | 51,53          | 6              | 82,82          |

### Patinaje en parejas
| Clasificación | Nombre                                  | País           | Puntuación | Programa corto | Programa corto | Programa libre | Programa libre |
| ------------- | --------------------------------------- | -------------- | ---------- | -------------- | -------------- | -------------- | -------------- |
| 1             | Sui Wenjing / Han Cong                  | China          | 160,43     | 1              | 57,43          | 1              | 103,00         |
| 2             | Katherine Bobak / Ian Beharry           | Canadá         | 152,65     | 2              | 52,77          | 2              | 99,88          |
| 3             | Britney Simpson / Matthew Blackmer      | Estados Unidos | 146,35     | 3              | 50,91          | 5              | 95,44          |
| 4             | Yekaterina Petaikina / Maksim Kurduykov | Rusia          | 146,17     | 4              | 48,75          | 4              | 97,42          |
| 5             | Yu Xiaoyu / Jin Yang                    | China          | 144,71     | 5              | 46,83          | 3              | 97,88          |
| 6             | Tatiana Tudvaseva / Serguéi Lisiev      | Rusia          | 133,79     | 6              | 45,47          | 6              | 88,32          |

### Danza sobre hielo
| Clasificación  | Nombre                                 | País           | Puntuación | Danza corta | Danza corta | Danza libre | Danza libre |
| -------------- | -------------------------------------- | -------------- | ---------- | ----------- | ----------- | ----------- | ----------- |
| 1              | Victoria Sinitsina / Ruslan Zhiganshin | Rusia          | 147,53     | 1           | 60,47       | 1           | 87,06       |
| 2              | Anna Yanovskaya / Serguéi Mozgov       | Rusia          | 136,61     | 2           | 56,22       | 3           | 80,39       |
| 3              | Aleksandra Stepanova / Iván Bukin      | Rusia          | 135,17     | 4           | 52,48       | 2           | 82,69       |
| 4              | Alexandra Aldridge / Daniel Eaton      | Estados Unidos | 129,01     | 5           | 51,59       | 4           | 77,42       |
| 5              | Maria Nosulia / Evgeni Kholoniuk       | Ucrania        | 113,79     | 3           | 53,95       | 5           | 59,84       |
| Descalificados | Anastasia Galyeta / Alexei Shumski     | Ucrania        |            |             |             |             |             |